# دييغو غيريرو روبيو
دييغو غيريرو روبيو (بالإسبانية: Diego Guerrero Rubio)‏ هو سياسي مكسيكي، ولد في 26 أكتوبر 1985 في ولاية مكسيكو في المكسيك. حزبياً، نشط في Ecologist Green Party of Mexico ‏. وقد انتخب عضو مجلس النواب المكسيك.